# Atlantea perezi
Atlantea perezi är en fjärilsart som beskrevs av Herrich-Schäffer 1862. Atlantea perezi ingår i släktet Atlantea och familjen praktfjärilar. Inga underarter finns listade i Catalogue of Life.